# シャノアール (コーヒーチェーン)

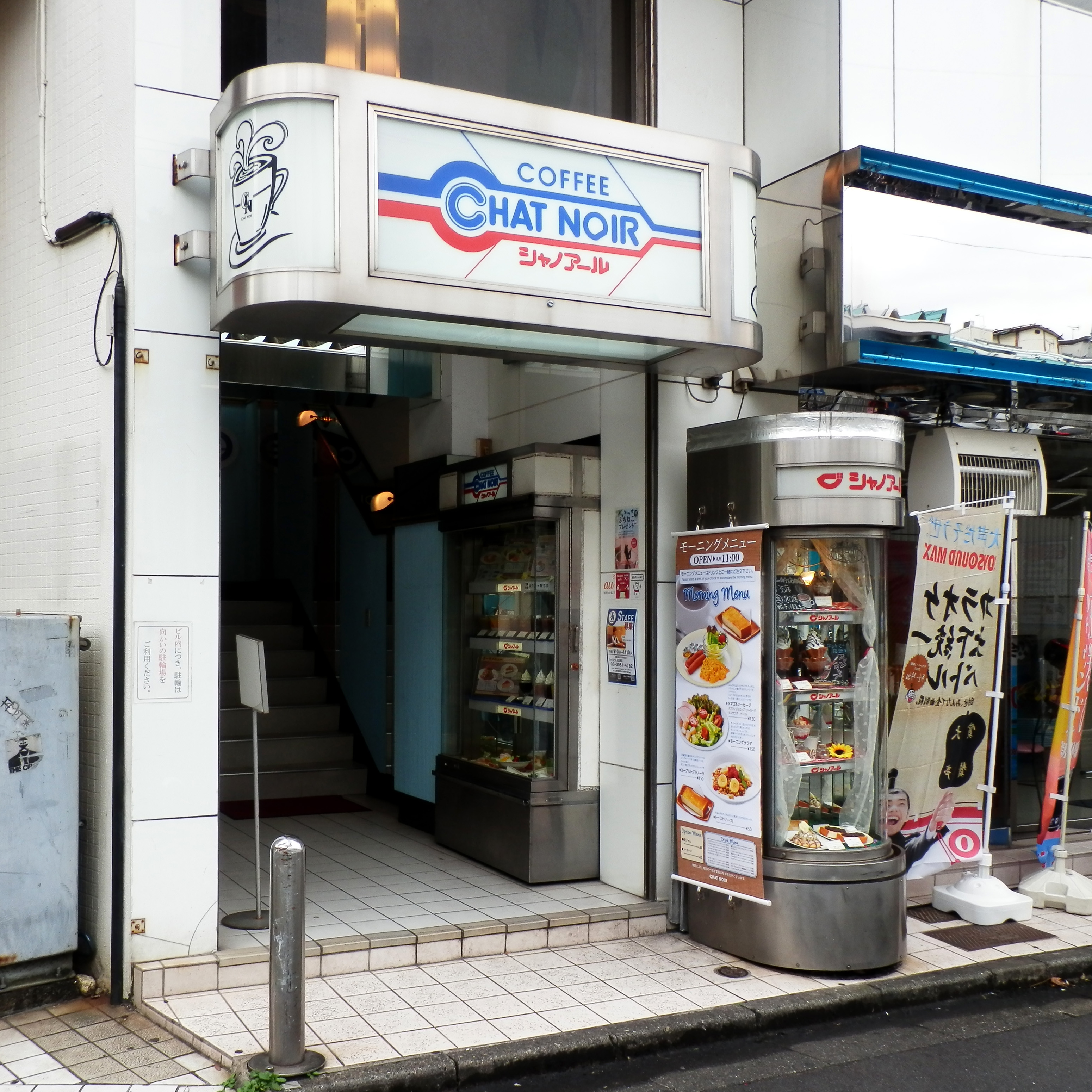
シャノアールの店舗
江古田店（閉店済）

シャノアール (Chat Noir) は、C-United株式会社が運営する喫茶店チェーンの店舗ブランド。正式名称は「コーヒーハウス・シャノアール (Coffee House Chat Noir) 」。シャ・ノアール (chat noir) はフランス語で「黒猫」を意味する。
かつてはカフェ・ベローチェとともに株式会社シャノアールが運営していた。本項では同社についても記述する。現在の運営会社についてはC-Unitedを参照。

## 概要
1965年（昭和40年）に創業し、東京都福生市に「シャノアール」1号店を出店。当初は東京都内を中心に首都圏1都3県に出店していたが、1980年代から全国進出を開始。最盛期の1995年には日本全国に「コーヒーハウス・シャノアール」75店舗を展開したが、2000年代以降はコーヒースタンド方式の「カフェ・ベローチェ」が主力事業となっていく。2010年代には再び首都圏1都3県（東京都、神奈川県、埼玉県、千葉県）へ店舗網を縮小し、2014年10月時点では「コーヒーハウス・シャノアール」23店舗を展開していた。
創業以来、創業者一族の中村家が歴代社長を務める同族経営であったが、2020年に投資ファンドのロングリーチ・グループに買収され、2021年に株式会社シャノアールが珈琲館株式会社（現：C-United）へ吸収合併されて以降は「珈琲館」ブランドへの業態転換が進められ、「シャノアール」ブランドの店舗は姿を消していく（#沿革も参照）。

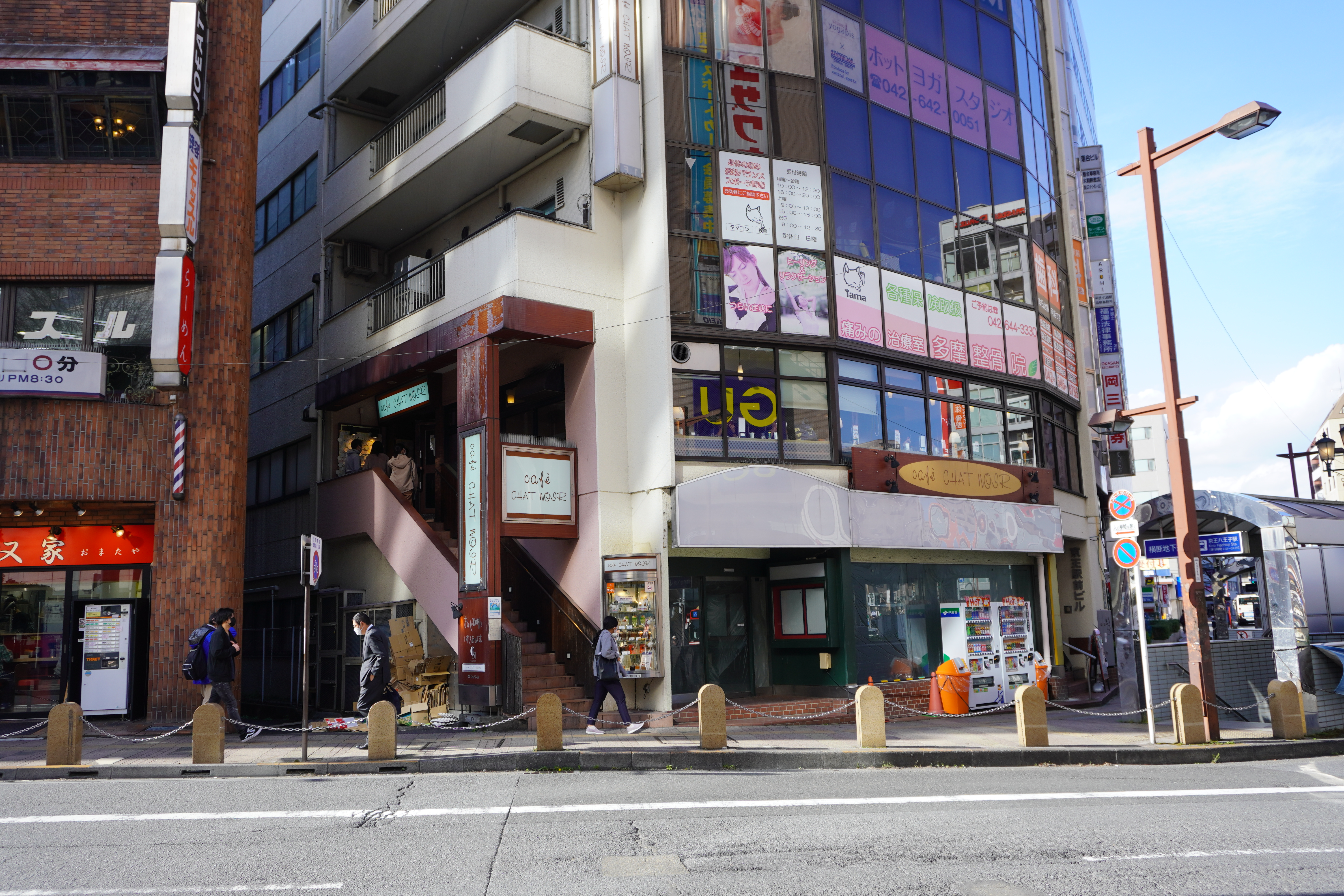
シャノアール最後の店舗
京王八王子店

そして、最後まで残っていた京王八王子店（東京都八王子市）が2023年3月24日に閉店することで、「コーヒーハウス・シャノアール」ブランドは姿を消すことになる。
出店形態は、鉄道駅前または駅から至近距離に立地し、1階にコンビニエンスストアなど集客力の高いチェーン店が入居するビルの2階に、相乗効果による来店を意図して出店する店舗が多かった。またセルフサービス方式の「カフェ・ベローチェ」とは一線を画して、店員によるフルサービスを保つとともに、店内はくつろげるよう客席をゆったりと取っている。そのため、ホットブレンドコーヒーが350円（税込、2023年2月時点）と比較的安価なメニュー構成でありながら「談話室」的な用途としても利用され、顧客の年齢層はファーストフード店などより高めであった。また、全席禁煙を売りにしたスターバックスなどのシアトル系コーヒーの台頭や、神奈川県をはじめとした受動喫煙防止条例制定の影響により、全席禁煙とする外食チェーンが増える中でも、喫煙可能な店舗（分煙の店舗を含む）を多数維持しており、この点はカフェ・ベローチェも同様であった。
メニューは、コーヒーなどのソフトドリンクのほか、コーヒーゼリーやパフェ・サンデーといったデザート、軽食メニューとしてトースト、サンドイッチ、ホットサンド、サラダ、パスタ各種が用意されていた。軽食メニューはドリンクセットとすることもでき、また開店から午前11時まではモーニングセットも提供する（2023年2月時点）。名物メニューとして「ビッグパフェ」があり、ソフトクリームやグラノーラを加えた高さ約30cmに及ぶ大きなパフェで、フレーバーは「ストロベリー&チョコ」と「キャラメル」の2種類がある（2023年2月時点）。
店舗はフランチャイズ方式ではなく、直営によるコーポレイト・チェーン方式で展開する。千葉県市川市塩浜地区に研修と商品開発の機能を集約した「シャノアール研修センター」を保有する。また、ブラジルのコーヒー積出港であるサントス市商工会議所が認定するコーヒー鑑定士資格「クラシフィカドール」の育成を積極的に行う。

### 店名の由来
創業者の中村脩（なかむら おさむ）は、日本にもカフェ文化を根付かせたくカフェ事業を始めるにあたり、フランス・パリの新進気鋭の芸術家たちがモンマルトルの丘のふもとにある「シャノアール」というカフェに集い、雑談や議論を交わしていたという話を聴き、カフェ文化の香りを受け継ぐ意味で、社名と店名をシャノアールとした。

## 株式会社シャノアール

### 沿革

#### 同族経営時代
- 1965年 - 1号店「珈琲館シャノアール福生」を東京都福生市に開店。
- 1969年 - 3号店「新宿珈琲館&洋酒館」を新宿三丁目に開店。コーヒーだけでなく洋酒を提供する。
- 1973年 - コーヒーマシンを導入。
- 1985年
  - 全店舗POSシステムを導入。
  - 朝食セットメニューを開始。
- 1986年
  - 50号店「シャノアール東村山店」を開店。
  - コーヒースタンド形式の新業態「カフェ・ベローチェ」を開業。
- 1987年 - 新業態「カフェ・ヴィラージュ」を開業。
- 1988年 - 新業態「カフェテリア・ノックノック」を開業。
- 1993年
  - 仙台地区に進出。
  - 100号店「シャノアール飯田橋店」を開店。
- 1996年 - 新業態「ブック&カフェ」開業。
- 1997年
  - 新業態「イタリアンレストラン リアナ・バデッラ」を開業。
  - 九州地区に進出。
  - コーヒー豆・関連グッズを販売開始。
- 2002年
  - 社内にコーヒー鑑定士「クラシフィカドール」が誕生。
  - 関西地区に進出。
- 2003年 - 200号店「カフェ・ベローチェ春日駅前店」を開店。
- 2004年 - 創業者で社長の中村脩が脳内出血により死去[7]。妻の歩が代表に就任。
- 2005年 - 広島地区に進出。
- 2006年 - 東京都板橋区板橋本町から池袋サンシャイン60ビルへ本社を移転。
- 2007年 - 「カフェ・ラ・コルテ」を開業。
- 2008年 - 千葉県市川市に「シャノアール研修センター」が完成。
- 2017年 - 中村脩・中村歩の子息である中村成佑が代表に就任。

#### 買収・合併以降
- 2020年
  - 1月7日 - 香港のプライベート・エクイティ・ファンド、ロングリーチグループが、株式会社シャノアールを買収すると発表[9][10][11]。
  - 3月 - 埼玉県内の3店舗、川口中央店（川口駅東口、サンクス川口栄町店2階、3月22日閉店）[12]、蕨店（蕨駅東口、キャンドゥ蕨東口駅前店2階、3月25日閉店）[13]、志木店（新座市、志木駅東口、サイゼリヤ志木東口店2階、3月29日閉店）[14]を閉店する。
- 2021年4月1日 - 同様にロングリーチグループが出資する珈琲館株式会社に吸収合併され、法人格が消滅。同時に珈琲館株式会社はC-United株式会社へ社名変更[3][4]。合併により以降はシャノアールから珈琲館への業態転換が進められる。
- 2022年
  - 2月19日 - 横浜市で最後の店舗だった鶴見店（鶴見駅西口直結、ミナール鶴見4階）[15]が閉店[2][16]、珈琲館鶴見店へ業態転換（同年4月7日より）[17]。これにより横浜市内からシャノアールが消滅[2]。
  - 2月20日 - 東京北多摩地区で最後の店舗だった調布店（調布駅東口、ミニストップ調布駅前店2階）[18]が閉店[2][19]、珈琲館調布店へ業態転換（同年4月9日より）。これにより北多摩地区からシャノアールが消滅[2]。
  - 2月21日 - 東京23区内で最後の店舗だった千歳烏山店（千歳烏山駅北口、ヴィ・ド・フランス千歳烏山店2階）[20]が閉店[2][21]。これにより東京23区内からシャノアールが消滅[2]。残りの店舗は向ヶ丘遊園店と京王八王子店の2店舗となる[2]。
- 2023年
  - 2月27日 - 神奈川県内で最後の店舗だった[22]向ヶ丘遊園店（向ヶ丘遊園駅南口、ローソン向ヶ丘遊園駅前店[注釈 2]2階）[23]が閉店[24][22]、珈琲館向ヶ丘遊園店へ業態転換（同年3月18日より）[22]。これにより神奈川県からシャノアールが消滅[22]。
  - 3月24日 - 最後の店舗となった京王八王子店（京王八王子駅前、京王駅前ビル2階[注釈 3]）[26][22]が閉店し、シャノアールブランドの店舗がなくなった[27]。

## 過去の店舗ブランド
株式会社シャノアールが運営していた「コーヒーハウス・シャノアール」「カフェ・ベローチェ」以外の店舗ブランド。
- 新宿珈琲館&洋酒館 - 1969年に開店。のち業態変更し、カフェ・ベローチェ新宿三丁目店[28]として営業。
- カフェ・ヴィラージュ - 1987年に新百合ヶ丘店、1988年に国立店を開店するが、いずれも閉店した。
- カフェテリアノックノック - 1988年に京王八王子店を開店、1997年に「リアナパデッラ」へ業態変更ののち、別会社として独立した。
- カフェ・ラ・コルテ - 店名のコルテ (Corte) はイタリア語で「宮廷」「中庭」[注釈 4]を意味する。コーヒーだけでなくアルコール類のメニューも充実したカフェバーで、7時から18時まではセルフサービス、18時以降はテーブルサービスで営業する。2008年に本格的なイタリアンバルとして1号店となる赤坂店[29]を開店したが、イタリアと生活習慣が異なる日本では浸透が難しく、のちに業態をカフェバーに変更した。その他、日本橋店[30]、神保町店[31]を出店したが、いずれも閉店した。

## 事件・不祥事
株式会社シャノアール時代に発生したもの。
- 2007年10月1日、講談社の雑誌『おとなの週末[32]』同年10月号に掲載された「人気カフェチェーンランキング」で、主要コーヒーチェーン11社のうち最下位とされた。これを受け、株式会社シャノアールは名誉を傷つけられたとして1,100万円の損害賠償と出版差し止めを求め、講談社を提訴した[要出典]。
- 2013年、カフェ・ベローチェで勤務していたパートタイマーが、雇用契約を終了（雇い止め）したことの不当性と、「鮮度」という言葉で人格を傷つけられたとして、運営会社の株式会社シャノアールを相手取り、雇用の継続と200万円の損害賠償を求めて東京地方裁判所に提訴した[33][34][35]。2016年2月16日、東京高等裁判所で和解が成立した[33][34][35]。